# 海斯特貝格魏爾湖

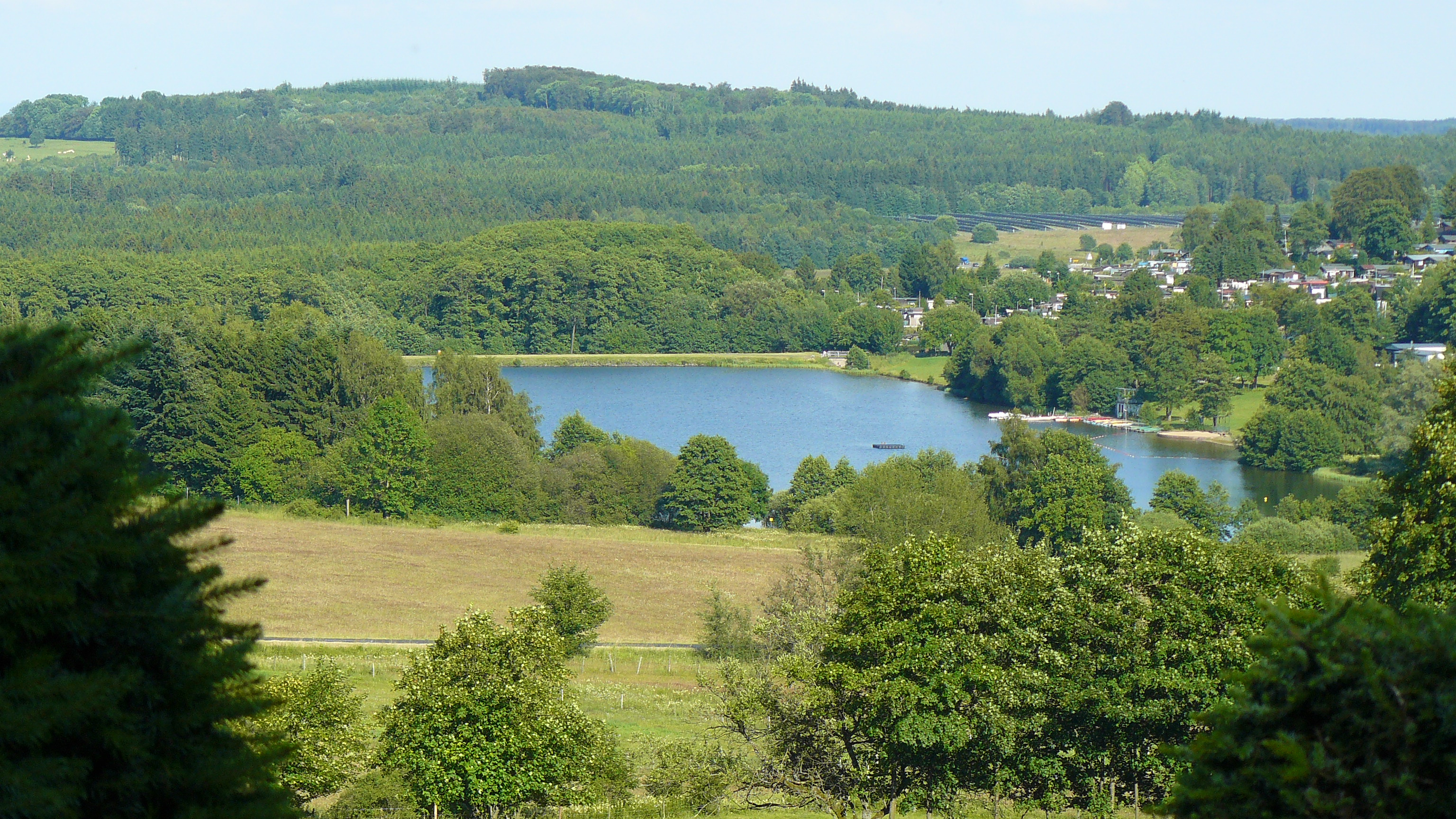

50°39′16″N 8°9′50″E / 50.65444°N 8.16389°E
海斯特貝格魏爾湖（德語：Heisterberger Weiher），是德國的湖泊，位於該國中部，由黑森州負責管轄，處於德里多夫，長0.5公里、寬0.25公里，面積為0.1平方公里，海拔高度530米。